# 문창민 (축구인)
문창민(한국 한자: 文昌旼, 1985년 4월 15일 ~ )은 대한민국의 전 축구 선수이며, 포지션은 미드필더였다.